# Y Pavonis
Y Pavonis är en halvregelbunden variabel (SRB)  i stjärnbilden Påfågeln. 
Stjärnan varierar mellan visuell magnitud +5,79 och 6,90 med en period av 449 dygn.